# Sistem kratkih sporočil
Sistem kratkih sporočil (SMS - Tričrkovna kratica za Short Message Service) je del GSM sistema za izmenjavo do 160 črk dolgih sporočil med mobilnimi telefoni in standardiziran leta 1985. Nekateri ponudniki omogočajo tudi daljša sporočila, vendar jih razbijejo na več sporočil ne daljših od 160 znakov.
Storitev je dosegljiva tudi preko interneta oz. spletnih strani (npr. Najdi.si). Storitve so plačljive ali pa vsebujejo reklamno sporočilo. Novejša tehnologija, ki omogoča tudi (dokaj omejen) prenos multimedijske vsebine se imenuje MMS.